# Tegosa nigrella
Tegosa nigrella är en fjärilsart som beskrevs av Bates 1866. Tegosa nigrella ingår i släktet Tegosa och familjen praktfjärilar. Inga underarter finns listade i Catalogue of Life.